# Икараву
Икараву (канн. ಇಕಾರವು) — буква алфавита каннада, обозначает короткий неогубленный гласный переднего ряда верхнего подъёма. Внутри слова передаётся контактным знаком гудису или гурасу  (ಗುಡಸು) ಿ . В зависимости от формы буквы, гудису принимает одну из двух графических модификаций и пишется в правом верхнем углу буквы или сверху, вместо верхнего графического элемента талекатту.
- Кагунита c круглым гудису: ಕಿ , ಖಿ , ಘಿ , ಙಿ , ಚಿ , ಛಿ , ಜಿ ,  ಞಿ , ತಿ , ಣಿ , ಪಿ , ಬಿ , ಭಿ , ಮಿ , ಯಿ , ಲಿ , ವಿ , ಶಿ , ಷಿ , ಸಿ , ಹಿ , ಳಿ .
- Кагунита с полукруглым гудису: ಗಿ , ಝಿ , ಥಿ , ದಿ , ಧಿ , ಠಿ , ಡಿ , ಢಿ , ರಿ .

## Вьякарана (грамматика)
- одно из окончаний потенциального наклонения глаголов
- окончание 3-го лица повелительного наклонение глаголов
- -ಅಲ್ಲಿ (алли) — окончание локатива, седьмого падежа (саптами вибхакти).

- Круглый гудису
- Полукруглый гудису